# Combat de coqs
Pour les articles homonymes, voir Combat de coqs (homonymie).

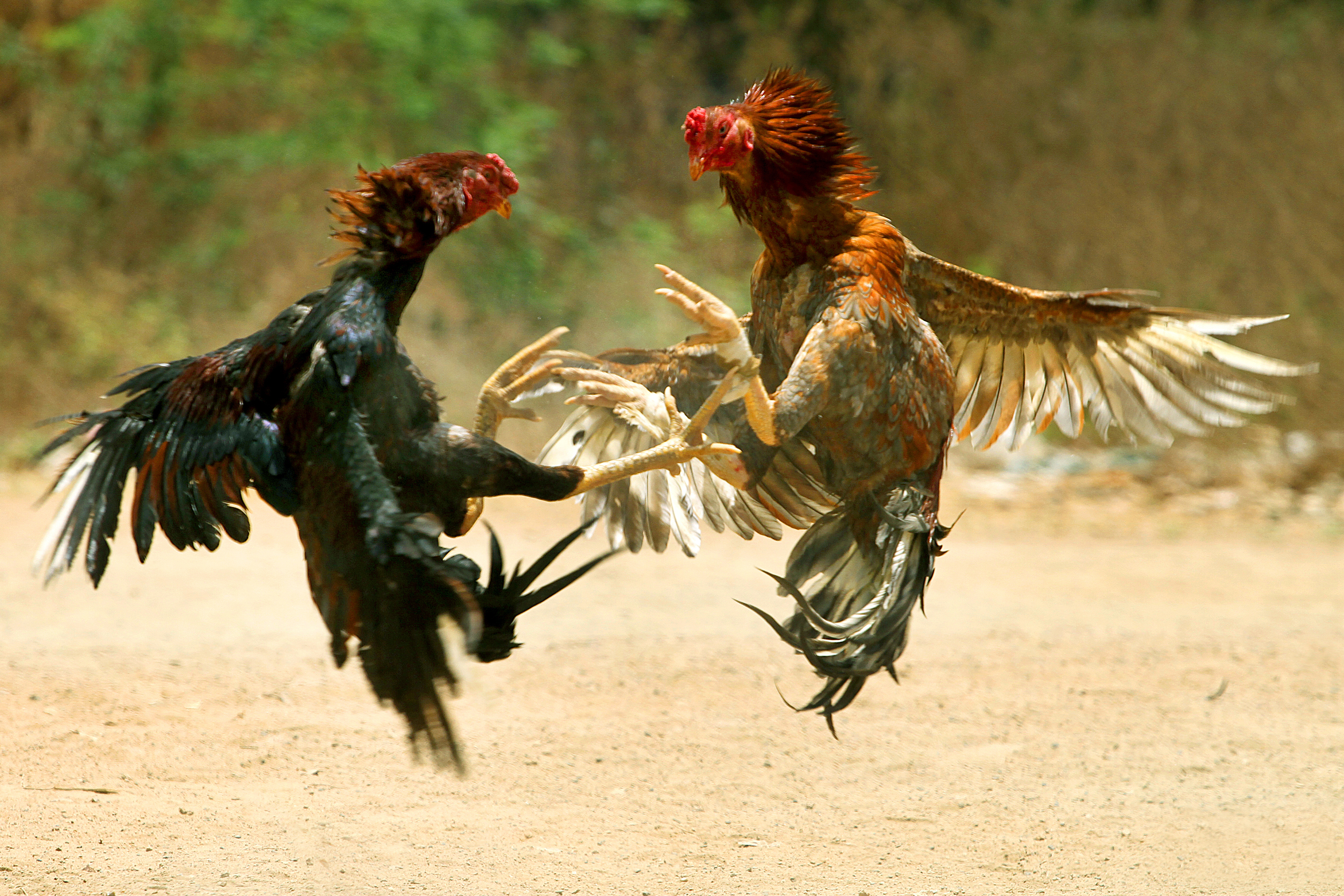
Combat de coqs au Tamil Nadu, en Inde.

Le combat de coqs est un type de combat d’animaux qui consiste à faire s'affronter deux coqs domestiques préparés aux combats sur une aire circulaire prévue à cet effet (appelée gallodrome dans le Nord de la France, gallodrome ou « pitt » aux Antilles et « rond » à la Réunion). Cette pratique ancienne est controversée en raison des souffrances et parfois des morts qu'elle entraîne, tant et si bien qu'elle est interdite dans de nombreux pays. Cette tradition reste néanmoins populaire dans différentes régions du globe (Asie du Sud-Est, Amérique Centrale et du Sud).

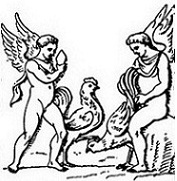
"Two cocks fighting: striving for Christ and the palm of glory." Combat de coqs luttant pour le Christ et les lauriers de la gloire - Sarcophage de Sainte-Agnès.

## Historique

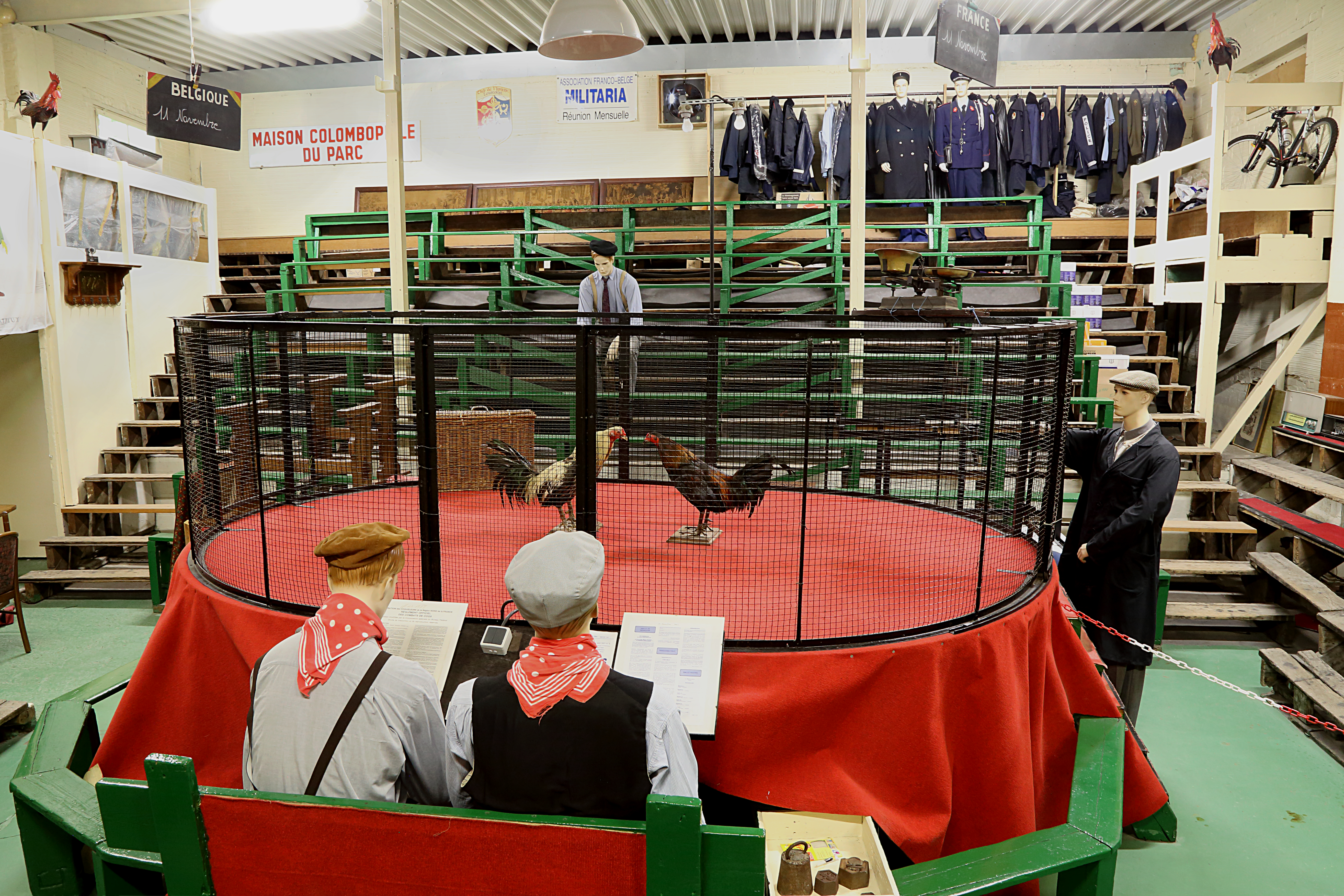
Ancien gallodrome, aujourd'hui musée à Neuville-en-Ferrain.

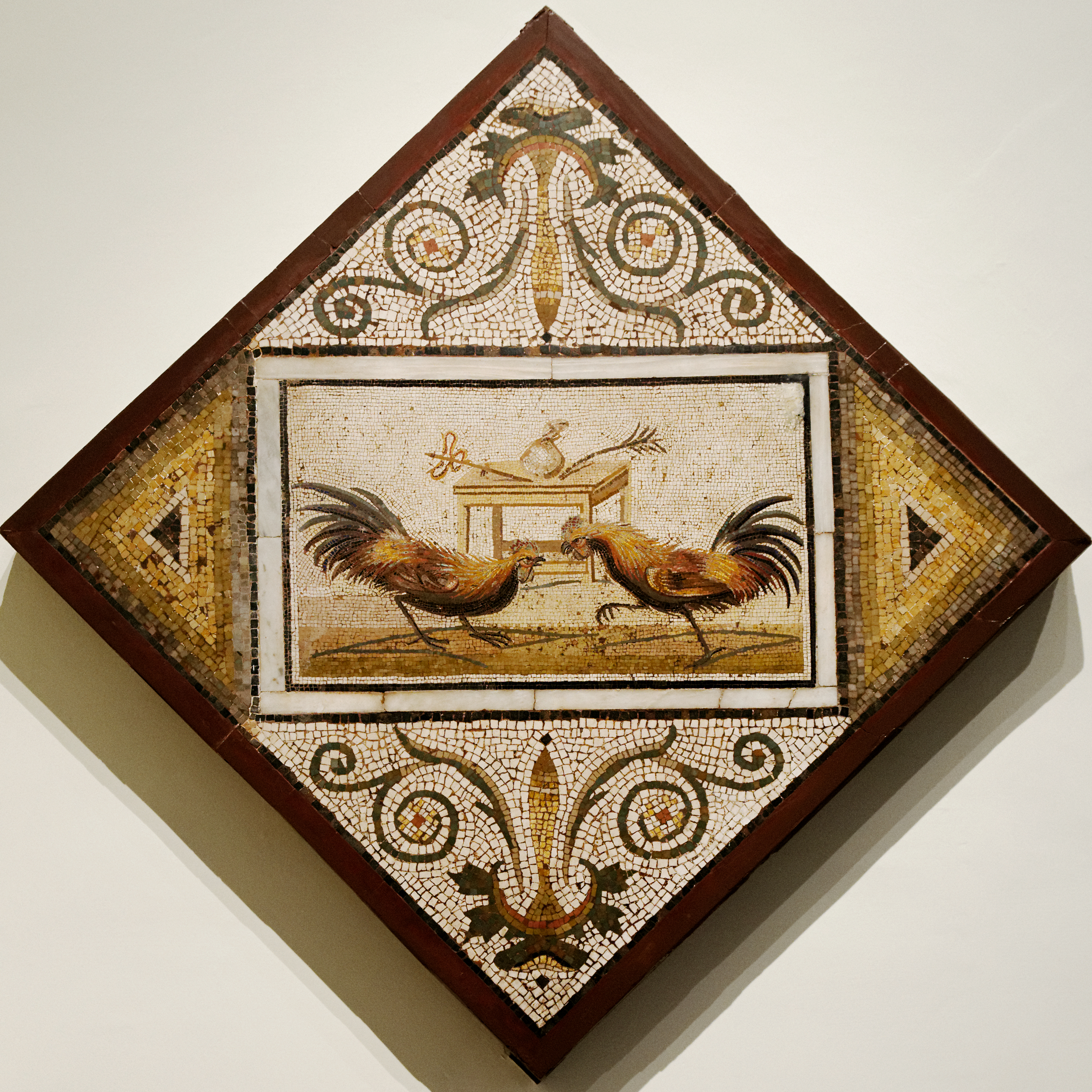
Combat de coqs, mosaïque romaine (Musée archéologique national de Naples).

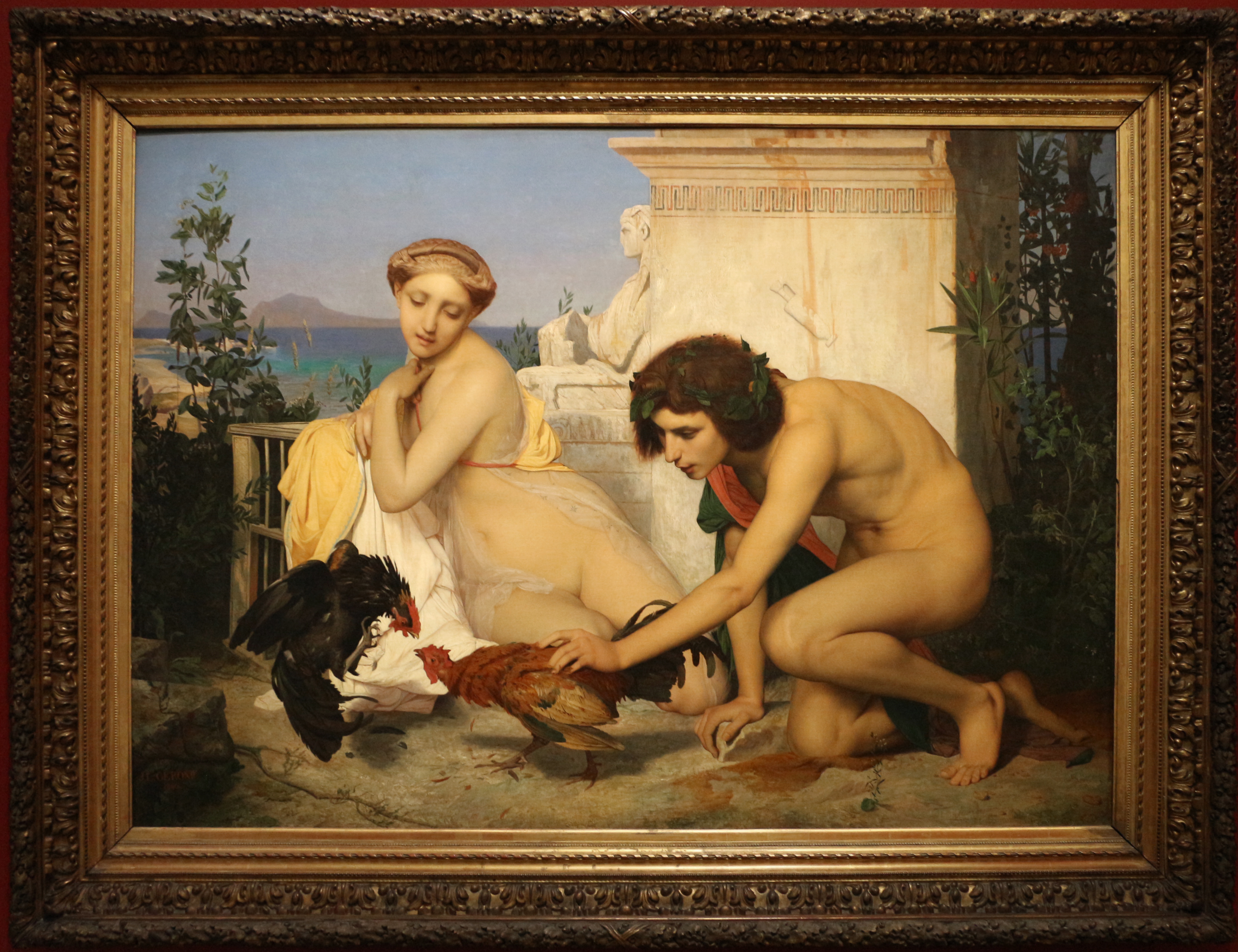
Jeunes Grecs faisant battre des coqs, peinture néoclassique de Jean-Léon Gérôme au Musée d'Orsay, (1847).

Le combat de coqs est aussi vieux que la domestication du coq sauvage. Le coq sauvage Gallus gallus aurait été domestiqué en Asie pour ses qualités belliqueuses. Cela date de la sédentarisation des premiers agriculteurs dans ces régions. De l'Asie, la pratique s'est répandue en Europe grâce aux Phéniciens, aux Grecs et aux Romains. Il eut beaucoup de succès en Grande-Bretagne, en Irlande, en Espagne, dans les Flandres. Il fut tellement populaire en Angleterre, notamment dans l'aristocratie, que Cromwell décida de l'interdire pour éviter les rassemblements des royalistes autour des « pits », arènes.
De l'Europe, il fut exporté aux États-Unis par les Anglais et Irlandais, au Brésil par les Portugais et dans le reste de l'Amérique latine par les Espagnols.
Aux États-Unis, il fut pratiqué par les premiers présidents et fut tellement populaire que l'aigle américain fut préféré de justesse au coq de combat comme symbole national. Certains lui reprochaient de rappeler le colonisateur anglais puisque bon nombre de souches de coqs de combat provenaient d'Angleterre.
L'Afrique l'a moins connu, mis à part Madagascar où il fut amené 700 ans auparavant par les migrants venus d'Asie, puis par les commerçants arabes.
En Asie, il reste très pratiqué.
En France, la loi ne l'autorise que dans les localités où la tradition est ininterrompue, c'est-à-dire dans une vingtaine de gallodromes des départements du Nord et du Pas-de-Calais, et dans ceux de la Guadeloupe de la Martinique et de la Réunion (gallodromes appelés « pitt » dans les Antilles ou « rond » à la Réunion).

### Combat de coq et sociologie

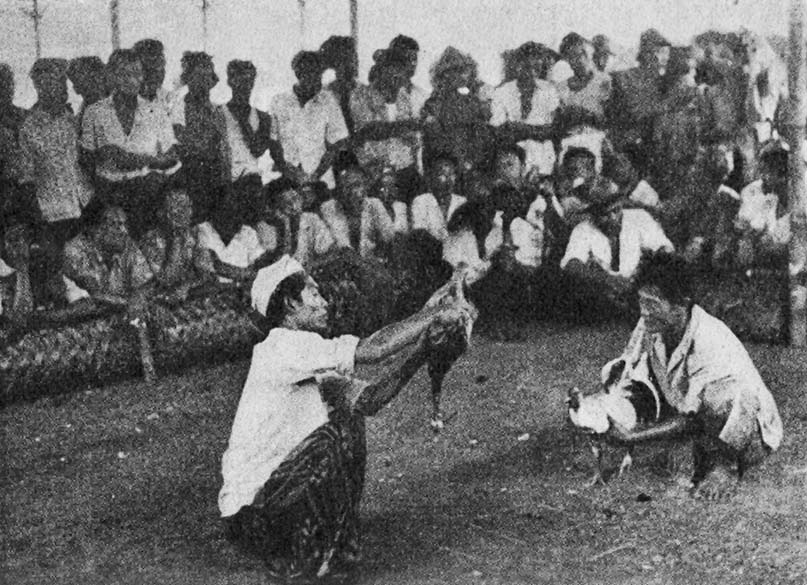
Combat de coqs à Bali, vers 1958.

La domestication du coq sauvage (Gallus gallus) est apparue dès que l'espèce humaine s'est sédentarisé en Asie. Cette domestication des volailles lui fournit des œufs et de la viande. Mais surtout cela lui permit de s'identifier à cet animal qui lui ressemblait tellement. Comme lui, il est bipède. Il a un dimorphisme sexuel bien marqué. En Inde, « les ethnographes soulignent le rapport d'intimité constant entre le coq et le coqueuleur, parfois comparé à une sorte de fusion identitaire entre l'animal et le mâle humain ».
Il apprécie les céréales tout en étant omnivore. Il défend sa famille contre les prédateurs. Et finalement, il combat avec les semblables de son sexe pour s'approprier un territoire et une ou des femelles. En organisant des combats de coqs, les premiers agriculteurs trouvaient un moyen de réguler les conflits entre eux par l'intermédiaire de leurs coqs.
L'agriculture avait permis à l'espèce humaine d'avoir une abondance de nourriture mais aussi lui imposait de vivre nombreux sur un espace réduit. Les conflits virils à l'intérieur de la communauté pouvaient présenter un danger. Il fallait orienter, sublimer cette agressivité sans qu'elle nuise à la communauté. Les hommes d'une communauté ne pouvaient s’entre-tuer. Une solution était un sport ritualisé, telle que la lutte, une autre solution est le combat de coqs qui permet aux propriétaires de s'affronter sans risques pour eux, quels que soient leur force physique et/ou leur âge.
Dans plusieurs régions du monde, telle Bali, le combat de coq n'est pas tant considéré comme un spectacle que comme un sport à dimension sociale et religieuse.
À Bali, les combats de coqs, appelés tetadjen ou sabungan en balinais, sont pratiqués depuis extrêmement longtemps. L'anthropologue Clifford Geertz explique dans son ouvrage The Interpretation of Cultures que, chez les Balinais, ce n'est qu'en apparence que les coqs se battent, et que, derrière cela, ce sont les hommes qui s'affrontent. Il y explique notamment la place importante des combats de coqs dans la société balinaise.

## Pratique moderne

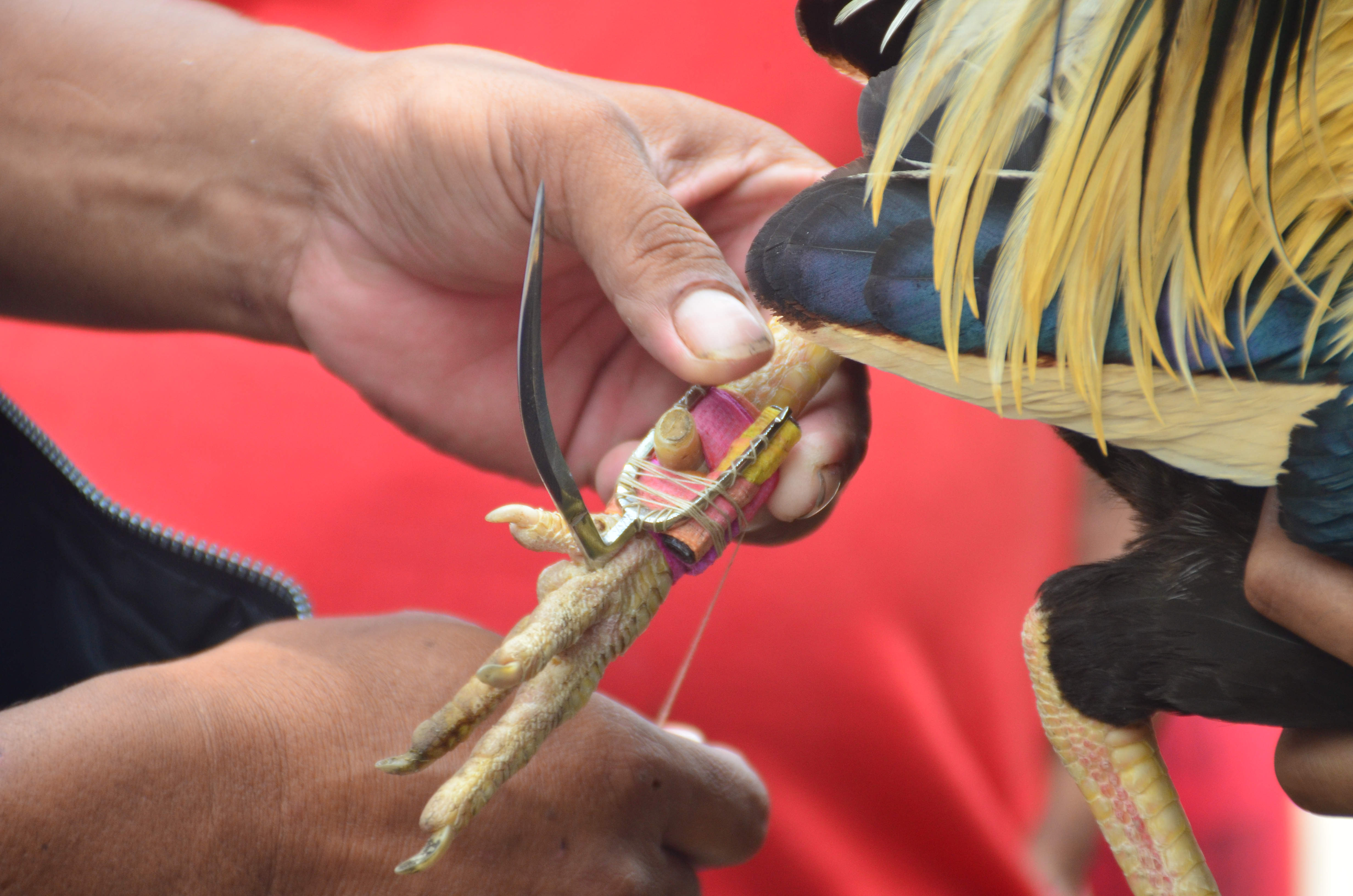
Mise en place d’ergots métalliques.

La pratique du combat de coqs, devenue marginale en Occident, subsiste dans certains pays d'Asie du Sud-Est, d’Amérique latine. En 2008, 27 pays autorisent ou tolèrent l'organisation de combats de coqs. C'est notamment le cas aux Philippines, en Espagne (seulement en Andalousie et aux Canaries), au Mexique, au Pérou, en Haïti, en République dominicaine, à Cuba, à Madagascar, en Malaisie, au Viêt Nam et en France, où cette pratique est autorisée dans certaines localités des régions où elle perdure traditionnellement : les Hauts-de-France, La Réunion, la Guyane, les Antilles françaises et la Polynésie française.

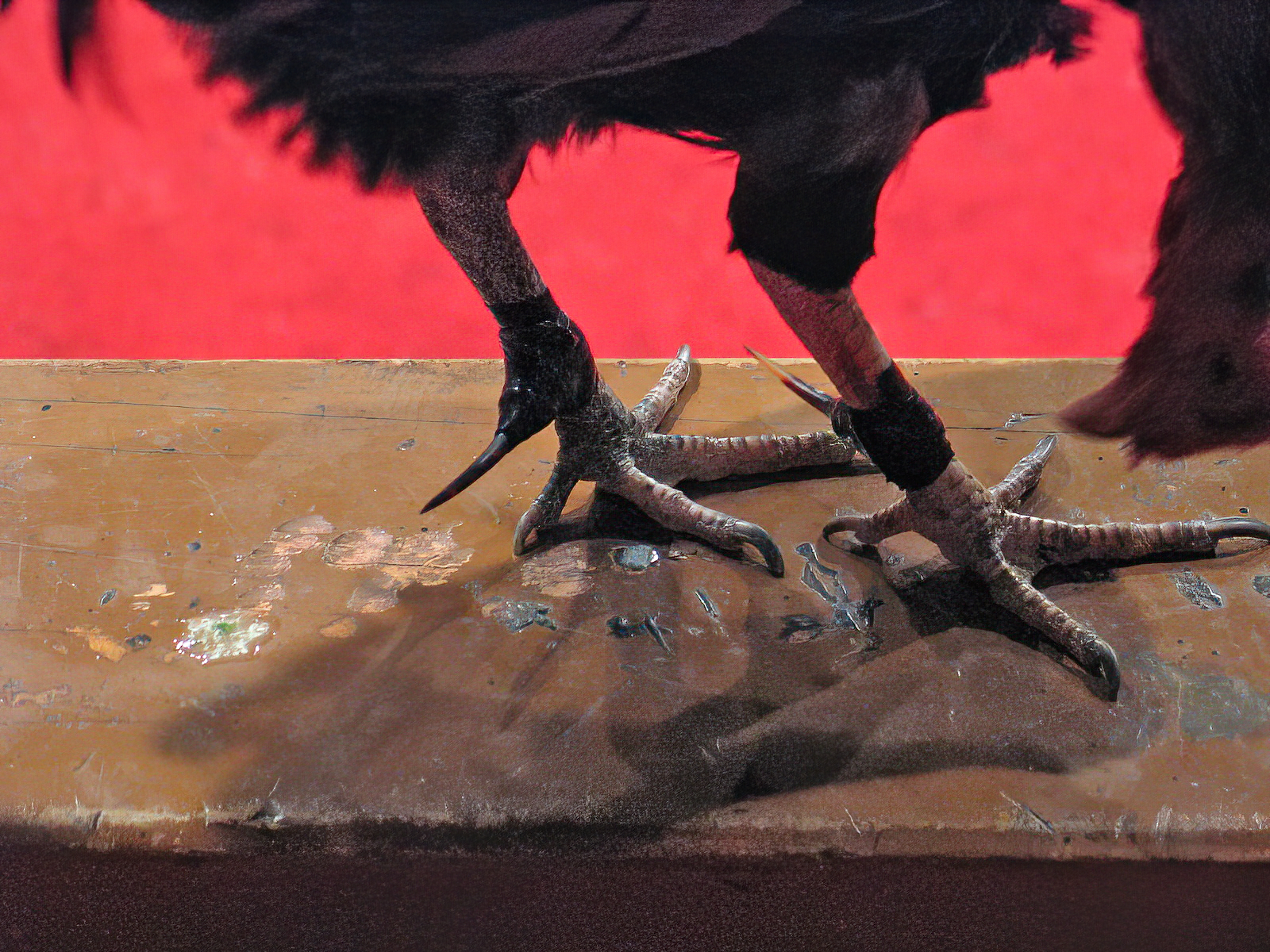
Ergots naturels remplacés par des ergots plus grands affûtés.

Elle consiste à mettre, dans une sorte de ring circulaire, deux coqs dont les ergots sont coupés et remplacés par des ergots en corne (plus longs et affûtés) ou en acier. Les deux coqs sont présentés face à face et se battent, des paris sont pris sur le vainqueur,.

### Diversité des types de combats de coqs en France
Le combat de coq est une pratique diversifiée. Les règles et le profil des coqs varient d'une région à l'autre. Il existe néanmoins trois grands types de combat de coqs :
- Le combat de vitesse pratiqué avec des ergots artificiels en métal, soit une lame ou une pointe. Ce type de combat est très court et expéditif.
- Le combat d'endurance pratiqué avec l'ergot émoussé ou recouvert de bandes de tissu ou d'un capuchon. Ce type de combat est plus long et l'issue est habituellement l'abandon ou le KO.
- Le troisième type de combat est un intermédiaire entre les deux précédents qui se pratique avec l'ergot naturel pointu ou avec un ergot artificiel lui ressemblant[19].

Les races de coqs les plus utilisées en Europe sont le combattant du Nord (4 à 6 kg), le combattant anglais ancien (2,2 à 3 kg) et le combattant anglais moderne (3 à 4 kg) , plus rarement le chanteur des montagnes ou Alberfeld d'origine allemande. L'Asie offre une grande variété de races de coqs de combats.

### Caractéristiques et préparation des coqs de combat

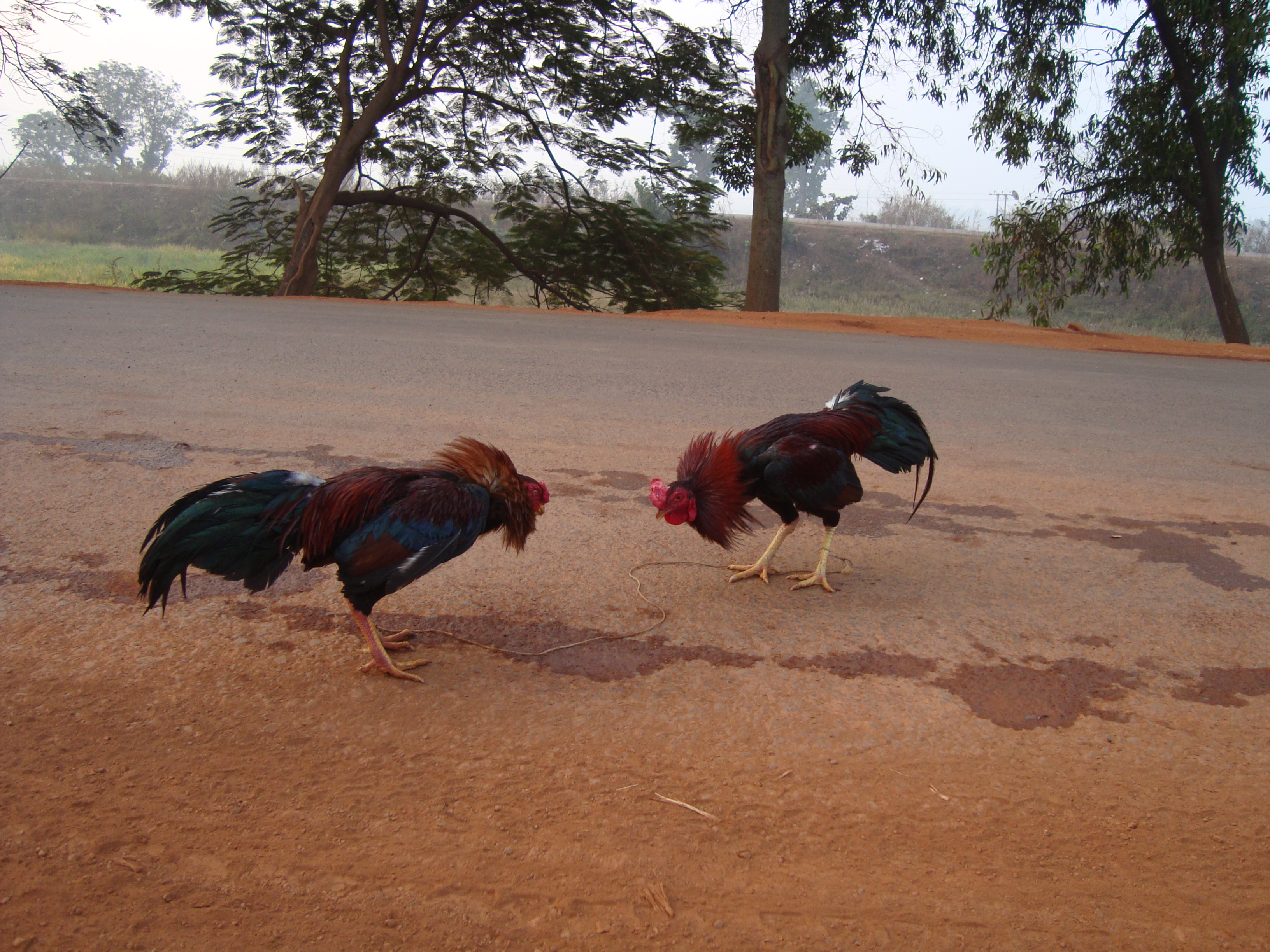
Coqs se combattant dans un espace ouvert à Barakot, Sundargarh, Orissa, Inde.

#### Détournement d'une tendance naturelle
Les coqs ont une tendance naturelle à se battre. À la fin du XVIIIe siècle, dans son traité d'histoire naturelle, Leclerc de Buffon rapporte plusieurs traditions de combats de coqs et d'autres oiseaux (cailles) fondés sur les combats fréquents, naturels et « terribles » entre les oiseaux polygames pour les faveurs des femelles. Il cite notamment le coq de bruyère, la capture par les Indiens de gallinacés sauvages distincts de ceux d'élevages spécialement pour ces combats, et la « fureur des combats de coqs » et des paris à Sumatra. Tous se fondent sur l'aptitude naturelle des gallinacés à se battre :

« Les hommes, qui tirent parti de tout, pour leur amusement, ont bien su mettre en œuvre cette antipathie invincible que la Nature a établi entre un coq et un coq ; ils ont cultivé cette haine avec tant d'art que les combats de deux oiseaux de basse-cour sont devenus des spectacles dignes d'intéresser des peuples, même des peuples polis [...] »

— Leclerc de Buffon Du Coq 

#### Sélection
Malgré un comportement naturel attesté, le travail des éleveurs ou coqueleurs est de sélectionner les souches (ou races) les plus combatives, voire de les croiser avec des faisans et d'écarter ceux qui ne sont pas les plus aptes au combat. Les œufs sont sélectionnés en fin d'hiver, et font 55 grammes. Génération après génération, le coqueleur conserve les poussins mâles et 2 à trois femelles de la couvée, de façon à pouvoir forcer l'accouplement entre les meilleurs individus.
Les coqs ont un poids allant de 1 kg à 6 kg. Les coqs de combat sont classés en différentes catégories de poids pour les combats.

#### Conditionnement
Après éclosion, les poussins mâles sont séparés plus ou moins tôt. Vers 5 mois, les animaux commencent à devenir dangereux et sont séparés de la volière commune. Certaines poules jugées moins robustes sont destinées à l'alimentation, les autres réservées à la ponte. Vers 10 mois, les mâles sont isolés jusqu'à ce qu'ils soient prêts au combat. Chaque jeune coq est isolé et placé dans un enclos séparé. Selon les coutumes locales, le coq sera sans poule, avec une poule ou avec un petit groupe de poules. Leur régime alimentaire est très éloigné de celui des animaux de basse-cour.
Quinze jours avant ses premiers combats l'alimentation du coq est changée. Dès lors, pour Marie Cegarra, le soin apporté à l'alimentation de l’animal constitue un point essentiel de son alimentation. Le coq est alors considéré comme un athlète et « mérite de ce fait que lui soit appliquée la diététique du sportif ».

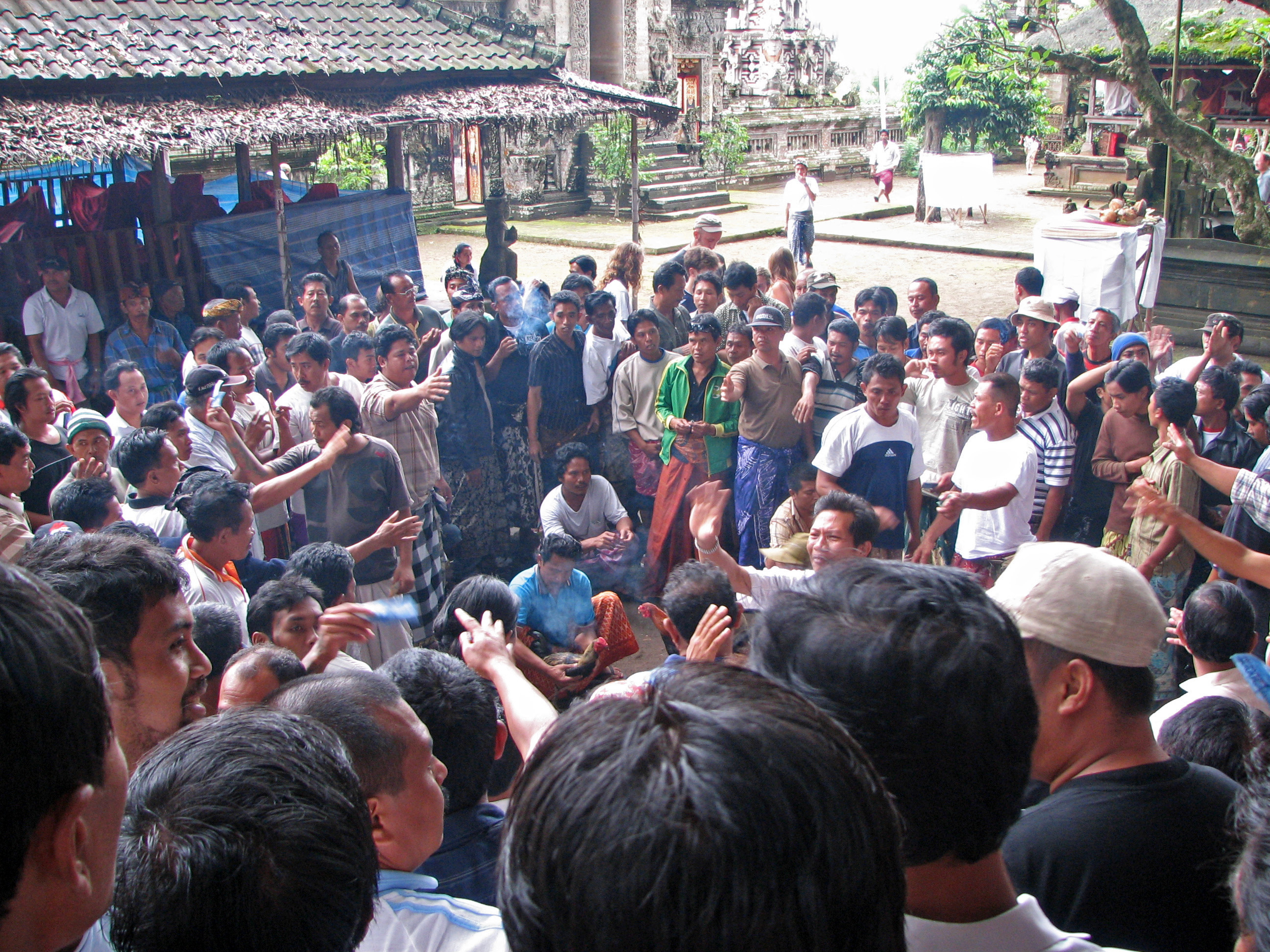
Combat de coqs dans un temple balinais.

#### Entraînement
Les coqs de combat sélectionnés sont entraînés pour développer leur combativité et endurance. La préparation physique commence par de la course et des exercices de musculation, et est suivie par des combats d'entraînement avec les ergots protégés pour éviter les blessures. Le premier combat d'entraînement commence en général vers 8 mois; il a pour but de savoir si le sujet est assez combatif pour poursuivre une carrière complète. Le deuxième se fera à 10 mois et puis tous les quinze jours jusqu'au premier combat officiel. La durée de ces combats de préparation augmentera progressivement, passant de 5 minutes à une trentaine de minutes,.

## Les différents types et races
- Dans les gallodromes, la race n'a aucune importance, seule la performance compte et il y a beaucoup de sujets métissés.

- Pour les concours avicoles (exposition des sujets et, les sujets présentés doivent figurer au standard officiel des volailles (édité par la SCAF) :
  - Combattant du Palatinat (originaire d'Allemagne)
  - Combattant de Bruges (originaire de Belgique)
  - Combattant de Liège (originaire de Belgique)
  - Combattant de Tirlemont (originaire de Belgique)
  - Combattant espagnol (originaire d'Espagne)
  - Combattant du Nord avec 3 variantes (le grand, le petit et le nain ; originaire de France)
  - Combattant anglais ancien (originaire du Royaume-Uni)
  - Combattant anglais moderne (originaire du Royaume-Uni)
  - Combattant malais (originaire d'Asie du sud), standardisée au Royaume-Uni
  - Shamo (originaire du Japon)
  - Asyl ou "Aseel"
  - Combattant de Madras
  - Combattant des Iles de la Sonde ou Combattant indonésien
  - Poule de Sumatra
  - Combattant malgache, dit « cou nu de Madagascar »

## Opposition aux combats de coqs
La tradition des combats de coqs est l'objet de controverses à travers le monde, en raison notamment des mutilations ou de la mort des animaux dont les ergots sont parfois remplacés par une lame ou une pointe en métal. Outre les souffrances infligées aux coqs de combat, les pratiques d'élevage de ces coqs sont régulièrement dénoncées comme contre nature. Ainsi, l'isolement modifie chez l'animal la notion d'espace vital individuel et lui fait perdre ses capacités de communication ritualisée. La violation de cet espace et le changement d'environnement (dimensions réduites du « parc » où il se bat, lumières, bruits de la foule) lors des combats plongent les coqs dans un état de stress. Cela provoque une forte sécrétion de corticostérone qui rend les coqs particulièrement intolérants à leurs congénères. Se sentant menacés, ils attaquent.[réf. nécessaire]
Un coq qui fonce aveuglément sur ses congénères, et même sur sa propre image reflétée dans un miroir, est un coq perturbé. Certes, les coqs domestiques ou sauvages se battent entre eux mais uniquement dans le cadre de rituels sociaux qui ne vont pas jusqu'à la mort d'un des combattants.[réf. nécessaire]
L'utilisation de moyens biochimiques (injection d'hormones mâles, etc.) est aussi dénoncée.

## Législation
La majorité des pays occidentaux condamnent la pratique des combats de coqs.

### Canada
Les combats de coqs y sont interdits. Les contrevenants sont accusés de sévices inutiles aux animaux,.

### États-Unis
Les combats de coqs sont interdits dans les 50 États (la Louisiane fut le dernier État à l’interdire en août 2008). Une loi signée en décembre 2018 et qui est entrée en vigueur en décembre 2019, interdit les combats de coqs dans les 5 Territoires des États-Unis habités : Samoa américaines, Îles Mariannes du Nord, Guam, Porto Rico et Îles Vierges des États-Unis,.

### Belgique
Ils sont interdits en Belgique depuis 1929.

### France
L'article 521-1 du Code pénal interdit les combats de coqs sur l'ensemble du territoire sauf dans les localités où une tradition locale ininterrompue peut être établie (certaines localités des Hauts-de-France, de la Polynésie, de la Guadeloupe, de la Martinique et de la Réunion) comme le retour de combats de coqs, en 2023, à Saint-Martin-lez-Tatinghem dans le département du Pas-de-Calais, mais toute nouvelle ouverture de gallodrome y est interdite, ce que confirme en juillet 2015, le Conseil constitutionnel, conformément à l'esprit de la loi de 1964 qui vise la disparition progressive du combat de coqs,,.
Malgré la législation, des combats illégaux de coqs se déroulent régulièrement en France,.

## Représentations artistiques de combats de coq

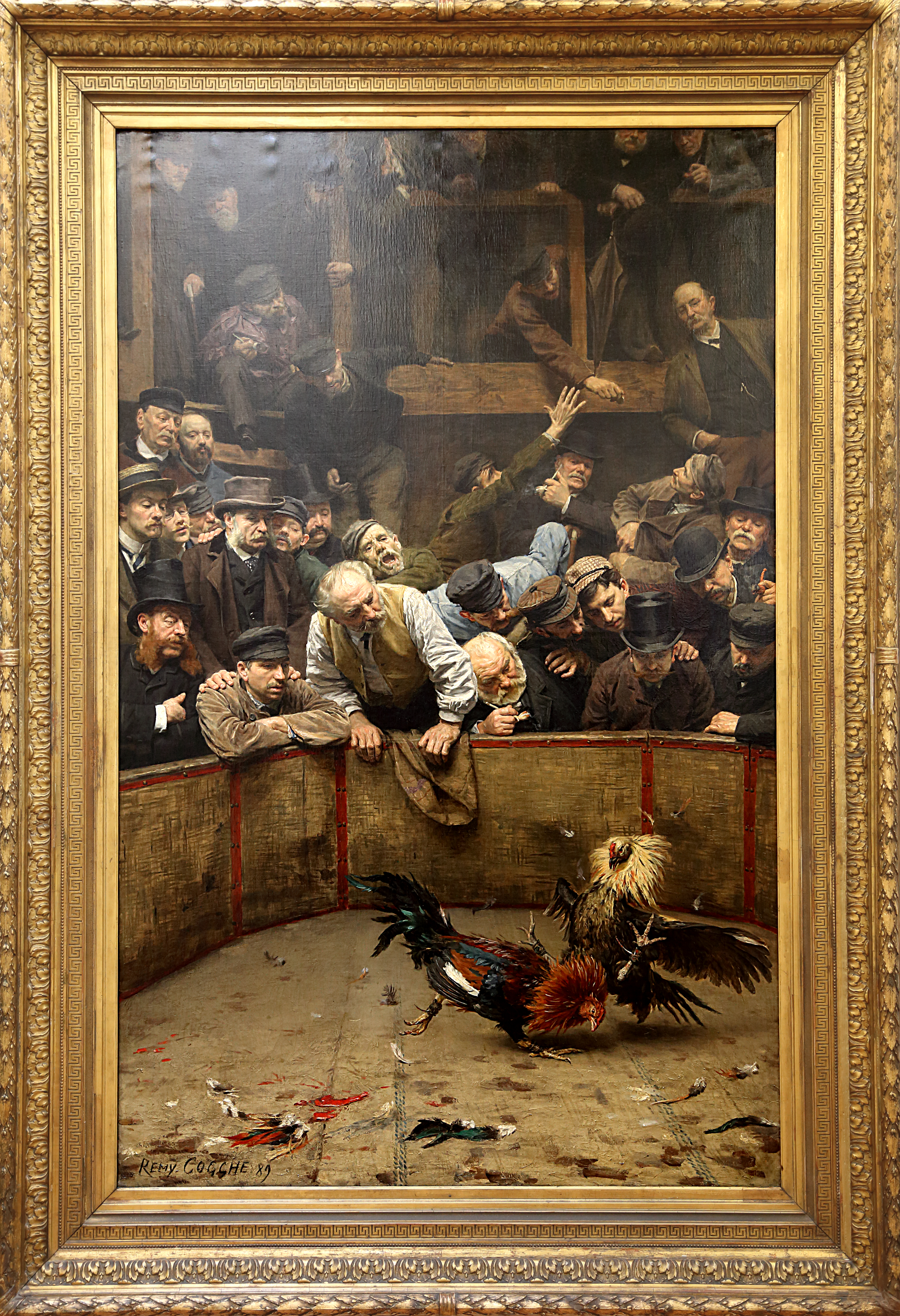
Combat de coqs en Flandre - peinture de Rémy Cogghe - 1889.

### Peinture
- L'Arène de combats de coq (1759) de William Hogarth.
- Jeunes Grecs faisant battre des coqs (1846) de Jean-Léon Gérôme.
- Combat de coqs en Flandre (1889) de Rémy Cogghe au musée de La Piscine de Roubaix.
- Combats de coqs de Melchior d'Hondecoeter.
- Combats de coqs de Rodolphe Caillaux.
- Combat de coqs de Sabine Hettner.

### Littérature
- Les Deux Coqs de Jean de La Fontaine extrait de Fables, Livre VII.
- Cent ans de solitude, Gabriel García Márquez
- Une longue scène de L'Empreinte du dieu de Maxence van der Meersch raconte un combat.
- Racines, d'Alex Haley, raconte la vie de ses ancêtres. L'un d'eux, Chicken George, esclave dans le sud des États-Unis, est dresseur de coqs de combat pour son maître, éleveur.

### Films
- 1974 : Cockfighter, de Monte Hellman.
- 1986 : Massacre dans la vallée des dinosaures, de Michele Massimo Tarantini.
- 1990 : S'en fout la mort, de Claire Denis.
- 2022 : Zépon[49], de Gilles Elie, dit Cosaque[50].

### Jeux vidéos
- 2021 : Far Cry 6

### Vidéographie
- « Coqs de combat aux Antilles Francaises » [vidéo], sur ina.fr, Pathé cinéma, Radiodiffusion Télévision (émission Les coulisses de l'exploit, journaliste Daniel Camus, commentateur Léon Zitrone), 19 juin 1963